# Леонардо Бег
Монсињор др Леонардо Бег je старокатолички митрополит за Хрватску и земље регије, као канонски представник и митрополит Међународне уније народних старокатоличких цркава - Црквене Провинције Светог Кристофора, често познате под именом Унија Св. Кристофора.

## Биографија
Рођен је у Рабу 4. марта 1976. године у породици практикујућих римокатолика. Године 1994. доживео је директно указање Пресвете Богородице и тада је одлучио да постане свештеник. Године 1996. је уписао студије римокатоличке теологије у Ријеци. Током 2001. године је рукоположен за ђакона од стране крчког бискупа Валтер Жупана. Након неколико месеци је дошао у сукоб са црквеном јерархијом и лишен је свих дужности у Римокатоличкој цркви, на лични захтев. Даље наставља са допуном свога образовања, па је тако 2007. године завршио студије за интерну ревизију у Министарству финансија, а 2011. је докторирао из области екуменске теологије на Протестантском теолошком факултету у Новом Саду.
У међувремену се придружио Старокатоличкој цркви и од 2009. до 2012. године је био ђакон и свештеник (од 2010) у наведеној верској заједници. Године 2012. је напустио Старокатоличку цркву у Хрватској јер је ова, као члан Утрехтске уније старокатоличких цркава, примила либералне реформе спроведене у унији (женско свештенство, благосиљање истополних парова итд.).
Исте године се придружио традиционалистичкој Словачкој старокатоличкој цркви и 1. августа је именован за генералног викара за подручје бивше Југославије од стране архиепископа (надбискупа) др Августина Бачинског. 22. септембара исте године је, након именовања на Архијерејском Сабору, хиротонисан за епископа у базилици светог Јована Крститеља у Рабу. Насловни је митрополит рапски и целе Хрватске.
Декретом председавајућег Унијом Св. Метода, архиепископа др Августина Бачинског, од 21. марта врши дужност ординарија аутономног Старокатоличког генералног викаријата св. Метода за Хрватску и регију, са мандатом да у земљама регије оснива, резидира и ојачава Викаријате Старокатоличке цркве, као саставне делове Међународне Уније народних старокатоличких Цркава. Саставни део те Уније је и Викаријат у Србији, регистрован под именом "Православно - старокатолички Генерални викаријат Св. Метода", са седиштем у Иригу, РС.
Од јануара 2017. године, именовањем на Сабору, постаје надбискуп аутономне Старокатоличке провинције Светог Кристофора, за земље Балкана и Украјину, а од 16.09.2017, именовањем на свеопштем Архијерејском Сабору одржаном у Словачкој, постаје митрополит Провинције Св. Кристофора.
Ожењен је и отац је двоје деце.